# Donavan Brazier
Pour les articles homonymes, voir Brazier.
Donavan Brazier (né le 15 avril 1997 à Grand Rapids) est un athlète américain, spécialiste des courses de demi-fond, champion du monde du 800 mètres en 2019 à Doha.

## Biographie
Le 10 juin 2016, il remporte les Championnats NCAA à Eugene en établissant un nouveau record continental junior du 800 mètres en 1 min 43 s 55. Il détient également le record continental en salle en 1 min 45 s 93. En 2017, pour ses débuts en Ligue de diamant, il se classe troisième du Golden Gala 2017.
Le 10 octobre 2018, l'athlète rejoint le club "Oregon Project" de Nike, coaché par Alberto Salazar qui a été condamné pour dopage.

### Champion du monde à Doha (2019)
Lors des championnats des Etats-Unis en salle le 24 février 2019, Brazier gagne le 600 m en 1 min 13 s 77, meilleure performance mondiale de la saison. Sa saison hivernale est également marquée par sa performance aux Millrose Games de New York, où il bat en 1 min 44 s 41 le record des Etats-Unis du 800 m indoor, bien qu'il soit battu par le Kényan Michael Saruni. 
En Ligue de diamant sur 800 m, il concède la seule défaite de sa saison estivale lors du meeting de Doha, battu par Nijel Amos et Emmanuel Korir, mais se reprend à l'occasion du Golden Gala de Rome où il remporte la course en 1 min 43 s 63. Lors des finales de la Ligue de diamant à Zurich le 29 août, il bat son record personnel sur 800 m en 1 min 42 s 70 et s'impose devant le Botswanais Nijel Amos et le Canadien Brandon McBride.
Le 1er octobre 2019, jour de la suspension pour 4 ans de son entraîneur Alberto Salazar pour violations des règles anti-dopages, Donavan Brazier décroche la première médaille d'or de l'histoire des Etats-Unis sur 800 m aux championnats du monde 2019 à Doha, devançant sur le podium le Bosnien Amel Tuka et le Kényan Ferguson Cheruiyot Rotich. Après avoir lancé son attaque à 300 m de la ligne d'arrivée, il s'impose dans le temps d'1 min 42 s 34, record des championnats et record des États-Unis de la discipline.

### Saison 2020
Pour sa rentrée en salle le 26 janvier 2020, l'athlète américain remporte le 600 m du meeting de Boston en 1 min 14 s 39, nouveau record du meeting. Le 8 février, à l'occasion des Millrose Games de New York, il porte à 1 min 44 s 22 le record des Etats-Unis du 800 m en salle, bouclant son dernier 200 m en 24 s 89. 
En raison de la pandémie de coronavirus, il ne revient à la compétition sur 800 m que le 31 juillet, à Newburg en Oregon, et signe d'entrée la meilleure performance mondiale de l'année en 1 min 43 s 84. Le 14 août au meeting Herculis de Monaco, il porte le meilleur chrono de l'année à 1 min 43 s 15, devançant de quelques centièmes son compatriote Bryce Hoppel et le Canadien Marco Arop,.

### Saison 2021: absence aux Jeux Olympiques
Donavan Brazier entame sa saison 2021 par une nouvelle victoire sur 800 m au New Balance Indoor Grand Prix à New York le 13 février : en franchissant la ligne d'arrivée en 1 min 44 s 21, il retranche un centième de seconde à son propre record d'Amérique du Nord en salle, devenant le quatrième performeur en salle de tous les temps sur cette distance.
Devant passer par les sélections olympiques américaines pour se qualifier aux Jeux Olympiques de Tokyo, il termine à la surprise générale dernier de la finale du 800 m en 1 min 47 s 88, après avoir été totalement décroché à 150 m de l'arrivée. Pour la première fois depuis 2017, l'Américain ne termine pas dans les trois premiers d'un 800 m en plein air, ce qui le prive donc des Jeux à Tokyo.

## Palmarès

### International
| Date | Compétition           | Lieu             | Résultat | Épreuve | Temps         |
| ---- | --------------------- | ---------------- | -------- | ------- | ------------- |
| 2019 | Ligue de diamant      | Ligue de diamant | 1er      | 800 m   | 1 min 42 s 70 |
| 2019 | Championnats du monde | Doha             | 1er      | 800 m   | 1 min 42 s 34 |

### National
- Championnats des États-Unis d'athlétisme
  - vainqueur du 800 m en 2017 et 2019

## Records
| Épreuve | Épreuve   | Temps              | Lieu     | Date             |
| ------- | --------- | ------------------ | -------- | ---------------- |
| 800 m   | Plein air | 1 min 42 s 34 (NR) | Doha     | 1er octobre 2019 |
| 800 m   | Salle     | 1 min 44 s 21 (NR) | New York | 13 février 2021  |